# NXT: The Great American Bash (2023)
L'édition The Great American Bash est un Premium Live Event de catch (lutte professionnelle) produit par la World Wrestling Entertainment, une fédération de catch (lutte professionnelle) américaine, qui est diffusée et visible en streaming payant sur le WWE Network. Cet événement met en avant les Superstars de NXT, le club-école de la compagnie. Il se déroulera le 30 juillet 2023 au H-E-B Center à Cedar Park (Texas). Il s'agit de la onzième édition de The Great American Bash.

## Contexte
Les spectacles de la World Wrestling Entertainment (WWE) sont constitués de matchs aux résultats prédéterminés par les scénaristes de la WWE. Ces rencontres sont justifiées par des storylines – une rivalité avec un catcheur, la plupart du temps – ou par des qualifications survenues dans les shows de la WWE telles que Raw, SmackDown et NXT. Tous les catcheurs possèdent une gimmick, c'est-à-dire qu'ils incarnent un personnage gentil (Face) ou méchant (Heel), qui évolue au fil des rencontres. Un événement comme The Great American Bash est donc un événement tournant pour les différentes storylines en cours,.

## Tableau des matchs
| Ordre par numéros | Résultat | Stipulation(s)                                              | Temps |
| --- | --- | ----------------------------------------------------------- | ----- |
| 1P | Nathan Frazer, Dragon Lee, Valentina Feroz et Yulisa Leon battent Meta-Four (Noam Dar, Oro Mensah, Lash Legend et Jakara Jackson) | 8-Person Mixed Tag Team match                               | 10:51 |
| 2 | The D'Angelo Family (Tony D'Angelo et Channing "Stacks" Lorenzo) bat Gallus (Mark Coffey et Wolfgang) (c)                         | Tag Team match pour les NXT Tag Team Championship           | 8:43  |
| 3 | Roxanne Perez bat Blair Davenport                                                                                                 | Weapons Wild match                                          | 11:49 |
| 4 | Gable Steveson contre Baron Corbin se termine en double décompte extérieur                                                        | Match simple                                                | 6:32  |
| 5 | "Dirty" Dominik Mysterio (c) (avec Rhea Ripley) bat Wes Lee et Mustafa Ali                                                        | Triple Threat match pour le NXT North American Championship | 12:05 |
| 6 | Tiffany Stratton (c) bat Thea Hail par soumission                                                                                 | Submission match pour le NXT Women's Championship           | 11:45 |
| 7 | Carmelo Hayes (c) (avec Trick Williams) bat Ilja Dragunov                                                                         | Match simple pour le NXT Championship                       | 24:07 |
| La lettre C placée entre parenthèses désigne la personne ou l’équipe championne en titre. P – indique que le match a eu lieu lors du pré-show | |                                                             |       |